# Trigonoptera
Trigonoptera är ett släkte av skalbaggar. Trigonoptera ingår i familjen långhorningar.

## Bildgalleri

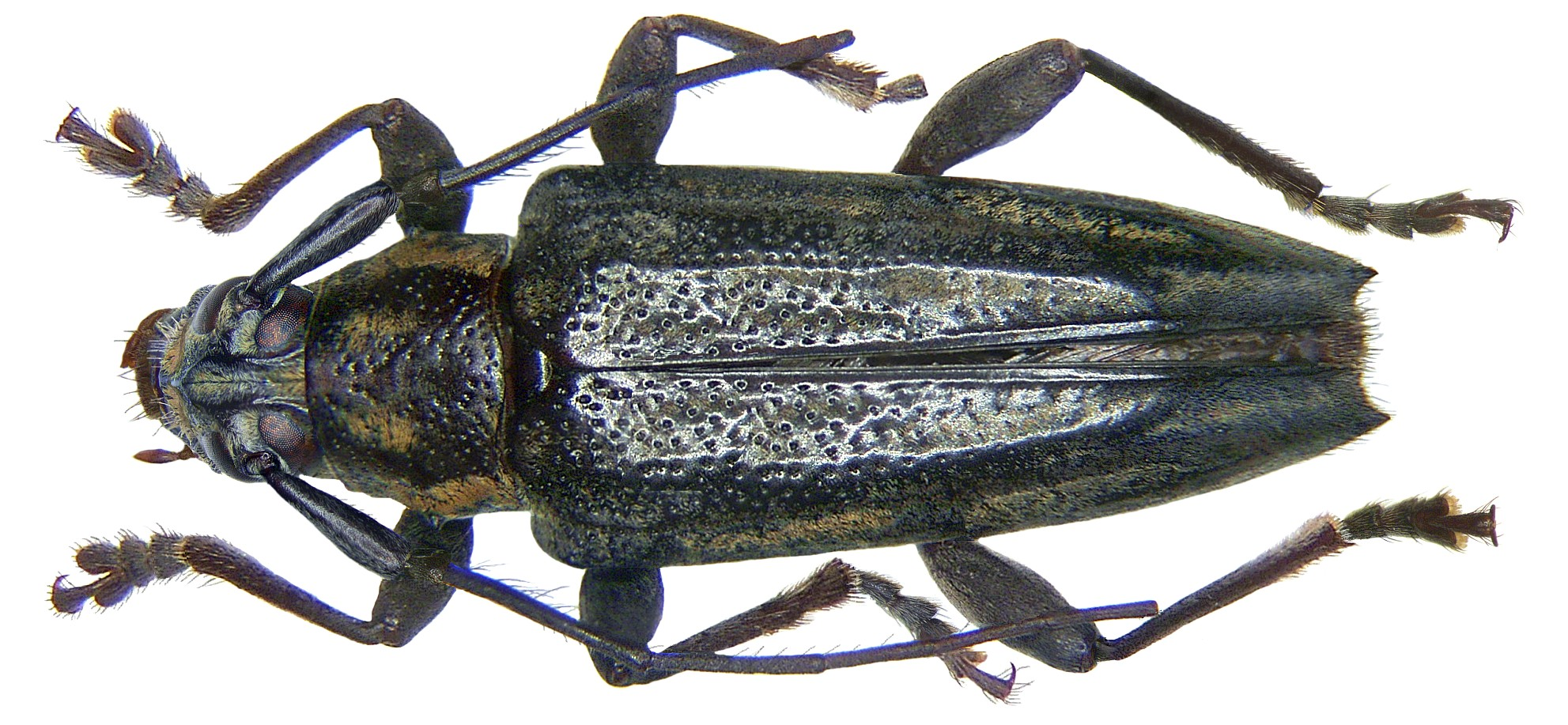
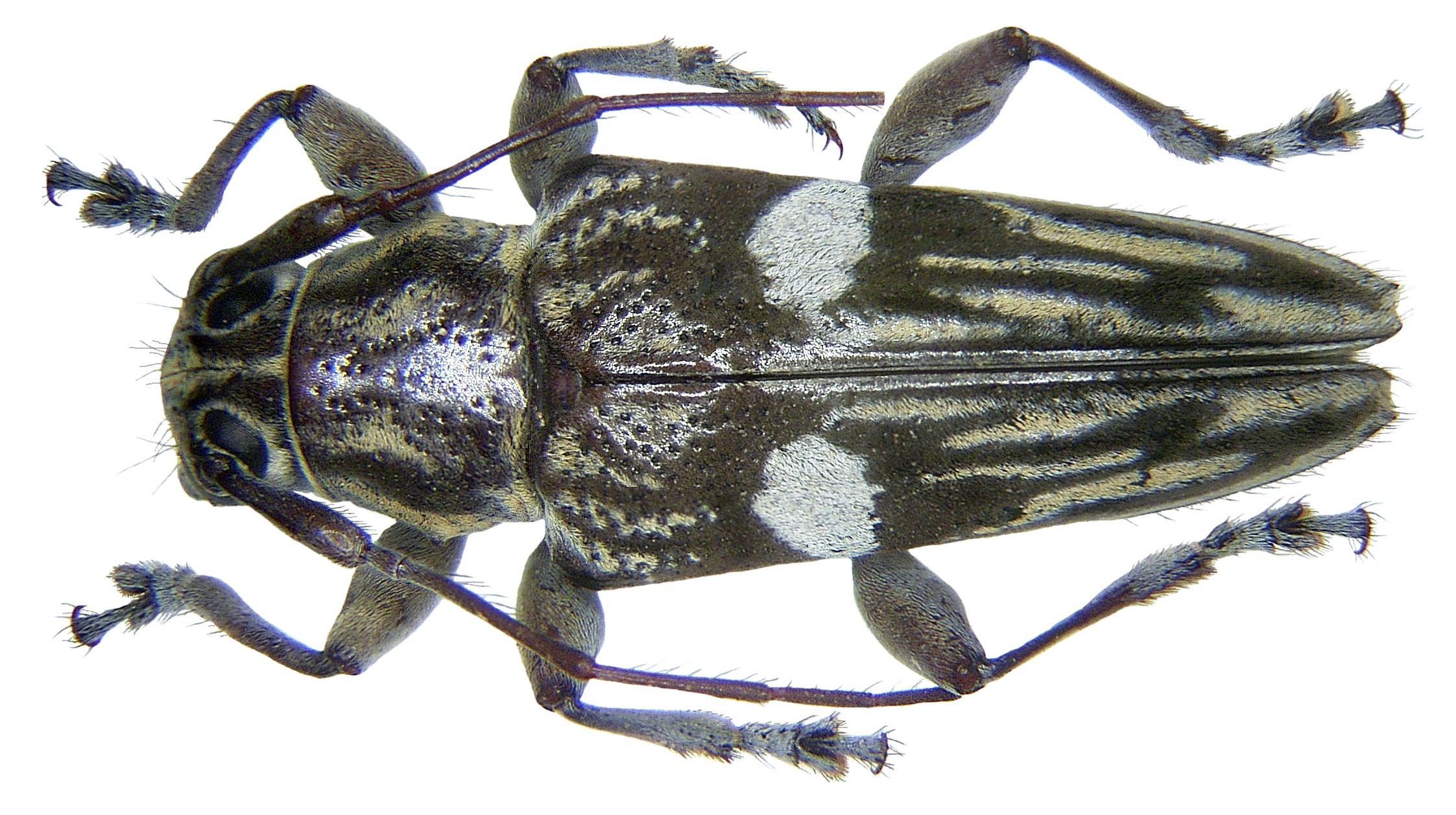
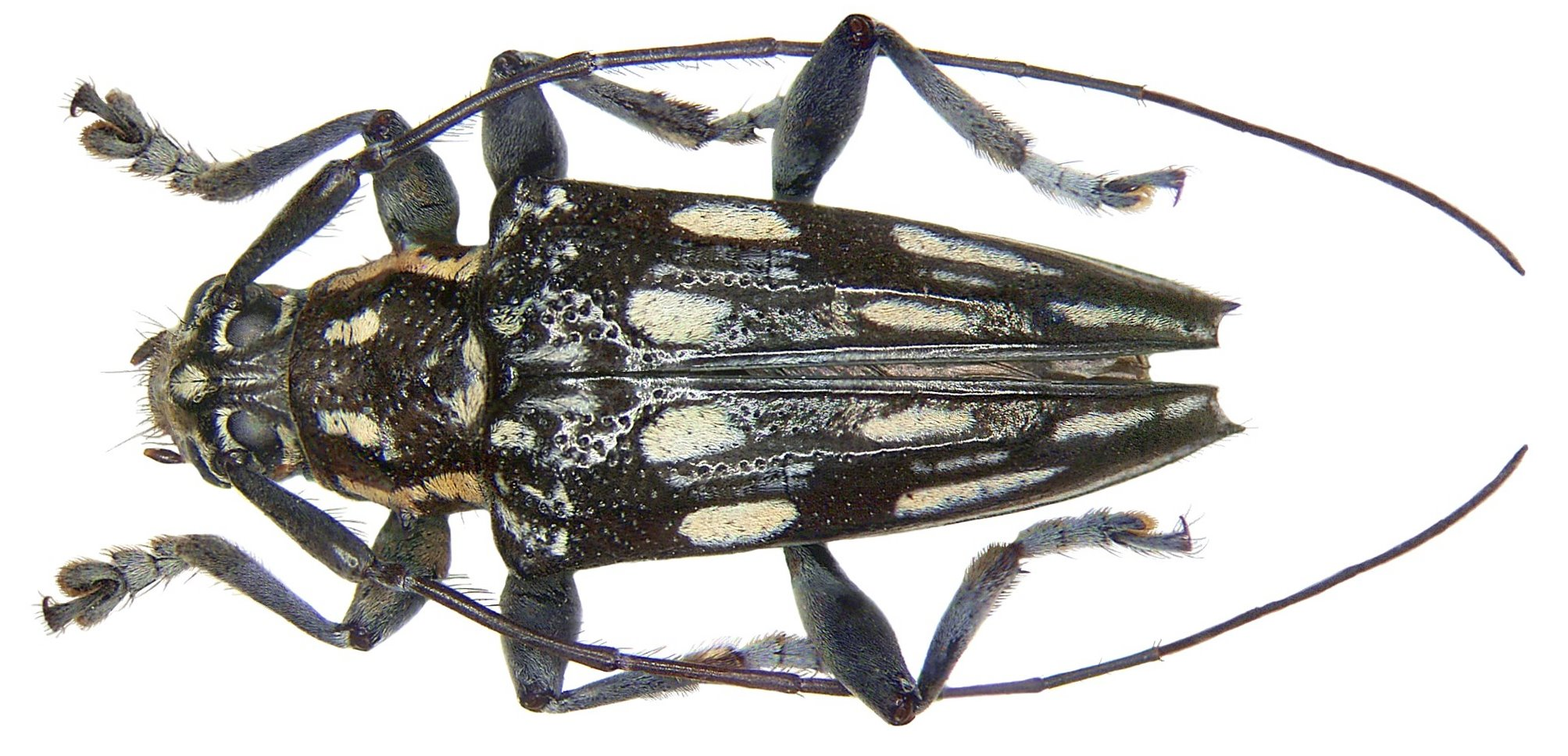
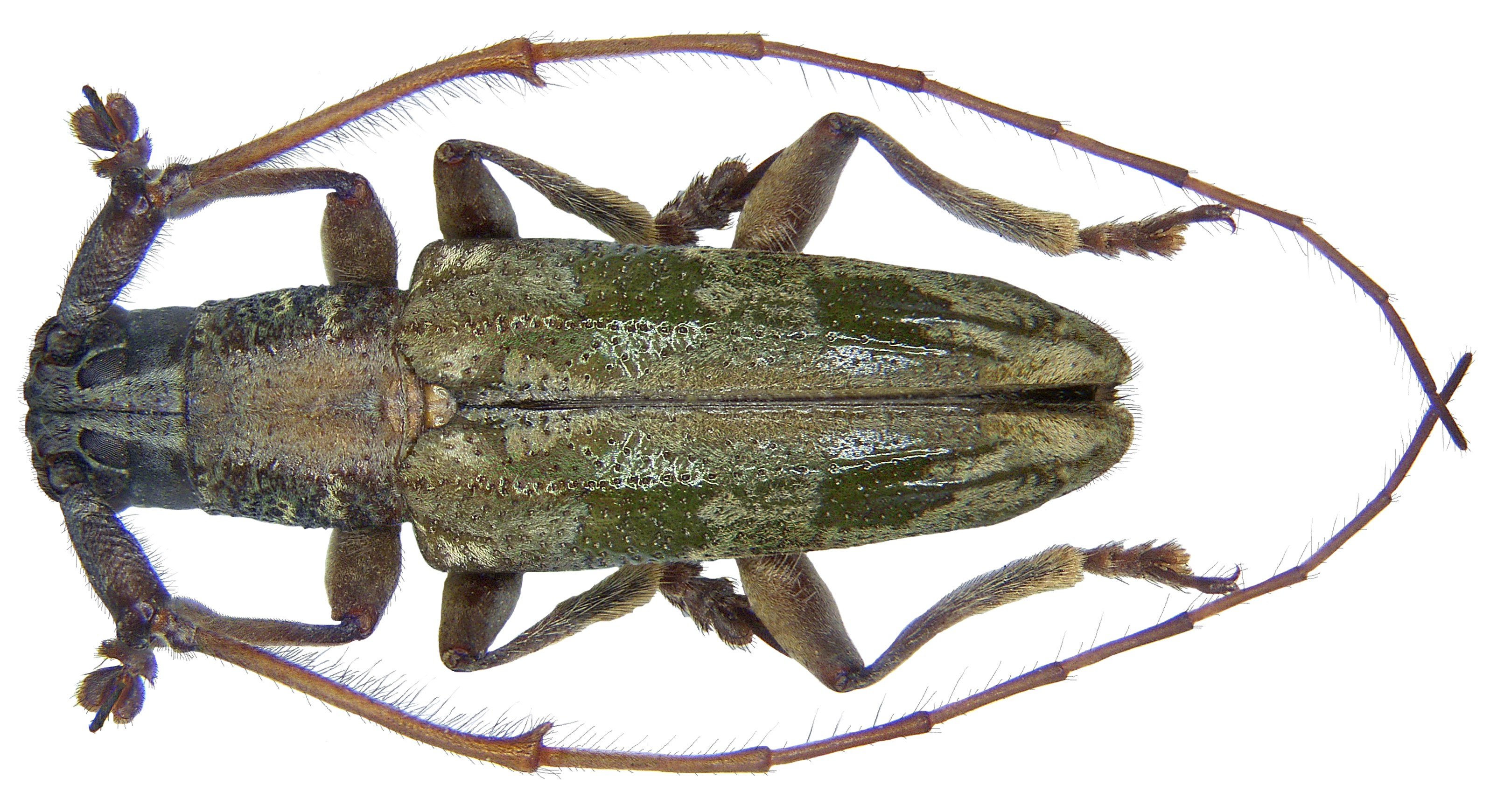

## Dottertaxa tillTrigonoptera, i alfabetisk ordning[1]
- Trigonoptera acuminata
- Trigonoptera albocollaris
- Trigonoptera amboinica
- Trigonoptera annulicornis
- Trigonoptera bimaculata
- Trigonoptera breuningiana
- Trigonoptera cincta
- Trigonoptera complicata
- Trigonoptera fergussoni
- Trigonoptera flavipicta
- Trigonoptera flavoscutellata
- Trigonoptera gracilis
- Trigonoptera grisea
- Trigonoptera harlequina
- Trigonoptera humeralis
- Trigonoptera immaculata
- Trigonoptera iriana
- Trigonoptera isabellae
- Trigonoptera japeni
- Trigonoptera laevepunctata
- Trigonoptera lateplagiata
- Trigonoptera leptura
- Trigonoptera maculata
- Trigonoptera maculifascia
- Trigonoptera margaretae
- Trigonoptera marmorata
- Trigonoptera montana
- Trigonoptera monticorum
- Trigonoptera muruana
- Trigonoptera muscifluvis
- Trigonoptera neja
- Trigonoptera nervosa
- Trigonoptera nigrofasciata
- Trigonoptera nothofagi
- Trigonoptera obscura
- Trigonoptera olivacea
- Trigonoptera ornata
- Trigonoptera paravittata
- Trigonoptera perspicax
- Trigonoptera pseudomaculata
- Trigonoptera regina
- Trigonoptera sordida
- Trigonoptera sumbawana
- Trigonoptera sumptuosa
- Trigonoptera tessellata
- Trigonoptera transversefasciata
- Trigonoptera trikora
- Trigonoptera trobriandensis
- Trigonoptera vittata
- Trigonoptera woodfordi